# La vera storia del pirata Long John Silver
La vera storia del pirata Long John Silver (titolo originale Long John Silver - Den äventyrliga och sannfärdiga berättelsen om mitt liv och leverne som lyckoriddare och mänsklighetens fiende) è un romanzo dell'autore svedese Björn Larsson, pubblicato in italiano nel 1998 dalla casa editrice Iperborea, che si occupa in particolare di autori nordici.

## Trama
Il romanzo narra la storia immaginaria del pirata Long John Silver, uno dei personaggi del romanzo L'isola del tesoro di Robert Louis Stevenson, raccontata in prima persona dallo stesso Silver in un manoscritto nei suoi ultimi giorni di vita.
Lo si potrebbe definire anche un romanzo storico, poiché, nonostante molti dei personaggi non siano mai esistiti, è presente una dettagliata ricostruzione storica dell'epoca, e in particolare della vita dei marinai, dei pirati e degli schiavi neri. 
Questo libro non vuole infatti essere solamente l'immaginaria storia di un particolare pirata, ma anche una riflessione sulla pirateria stessa, sulla vita, sulla morte e sulla libertà.

## Edizioni
- Björn Larsson, Long John Silver - Den äventyrliga och sannfärdiga berättelsen om mitt liv och leverne som lyckoriddare och mänsklighetens fiende, Norstedts, 1995.
- Björn Larsson, La vera storia del pirata Long John Silver, traduzione di Katia De Marco, Iperborea, 1998,  p. 503, ISBN 978-88-7091-075-9.